# Haindorf (Gemeinde Markersdorf-Haindorf)
Haindorf ist eine Ortschaft und eine Katastralgemeinde der Gemeinde Markersdorf-Haindorf im Bezirk Sankt Pölten-Land in Niederösterreich. Die Ortschaft hat 104 Einwohner (Stand 1. Jänner 2024). Bis Ende 1969 war Haindorf eine eigenständige Gemeinde.

## Geografie
Das Dorf befindet sich südwestlich von Markersdorf an der Pielach unweit der Sierning an einer Kreuzung, an der die Landesstraßen L5179, L5025, L5153 und L5172 zusammentreffen.

## Geschichte
Laut Adressbuch von Österreich waren im Jahr 1938 in der Ortsgemeinde Haindorf ein Arzt, zwei Gastwirte, zwei Gemischtwarenhändler, ein Glaser, ein Schmied, ein Schuhcremeerzeuger, ein Schuster, eine Sparkasse und einige Landwirte mit Ab-Hof-Verkauf ansässig.
Mit der Niederösterreichischen Kommunalstrukturverbesserung wurden zum 1. Jänner 1970 wurden die Gemeinden Markersdorf an der Pielach und Haindorf zusammengelegt.

## Sehenswürdigkeiten
- Katholische Pfarrkirche Haindorf Hll. Peter und Paul, ein spätromanischer Bau mit gotischen und barocken Veränderungen